# HD 111295
HD 111295，又名CD-26 9340，SAO 181114、HR 4860，是一颗恒星，视星等为5.66，位于銀經302.12，銀緯35.27，其B1900.0坐标为赤經12h 43m 6.3s，赤緯-27° 35.27′ 59″。